# 日高門別灯台
日高門別灯台（ひだかもんべつとうだい）は、北海道沙流郡日高町門別本町126にある白色の灯台である。

## 歴史
- 1970年（昭和45年）12月 初点灯

## 交通
旧・日高門別駅から徒歩15分程度。